# 구룡포도서관
구룡포도서관은 경상북도 포항시 남구에 있는 공립 도서관이다.

## 연혁
- 2021년 6월 9일 개관.